# 大沢村 (新潟県)
大沢村（おおさわむら）は、かつて新潟県刈羽郡にあった村。

## 沿革
- 1889年（明治22年）4月1日 - 町村制施行に伴い刈羽郡大沢村が村制施行し、大沢村が発足。
- 1901年（明治34年）11月1日 - 刈羽郡森近村、石曽根村、山室村と合併し、南鯖石村となり消滅。